# یوجی ناکایوشی
یوجی ناکایوشی (انگلیسی: Yuji Nakayoshi؛ زادهٔ ۴ سپتامبر ۱۹۷۲) بازیکن فوتبال اهل ژاپن است.
از باشگاه‌هایی که در آن بازی کرده‌است می‌توان به باشگاه فوتبال کونسادول ساپورو اشاره کرد.